# Автобан A67 (Німеччина)
Федеральний автобан A67 (A67, нім. Bundesautobahn 67)  — автомагістраль довжиною 58 км у німецькій землі Гессен, яка пролягає від трикутника Менххоф поблизу Рюссельсхайма через Дармштадт до розв'язки Фірнгайм біля Мангейма. По суті, він проходить паралельно до A5 і, таким чином, служить альтернативним маршрутом між районами Рейн-Майн і Рейн-Неккар.
Південна частина автобану між Дармштадтом і Мангеймом була відкрита в 1935 році і була частиною найстарішого Райхсавтобану в Німеччині, північна частина між розв'язкою Менхгоф і Дармштадтом була побудована в 1960-х роках як кутове сполучення з сьогоднішньою A3 у напрямку до Кельна, минаючи Франкфуртер Кройц. За винятком ділянки на південь від Лорша, яка має шість смуг, більша частина A67 має чотири смуги.

## Маршрут

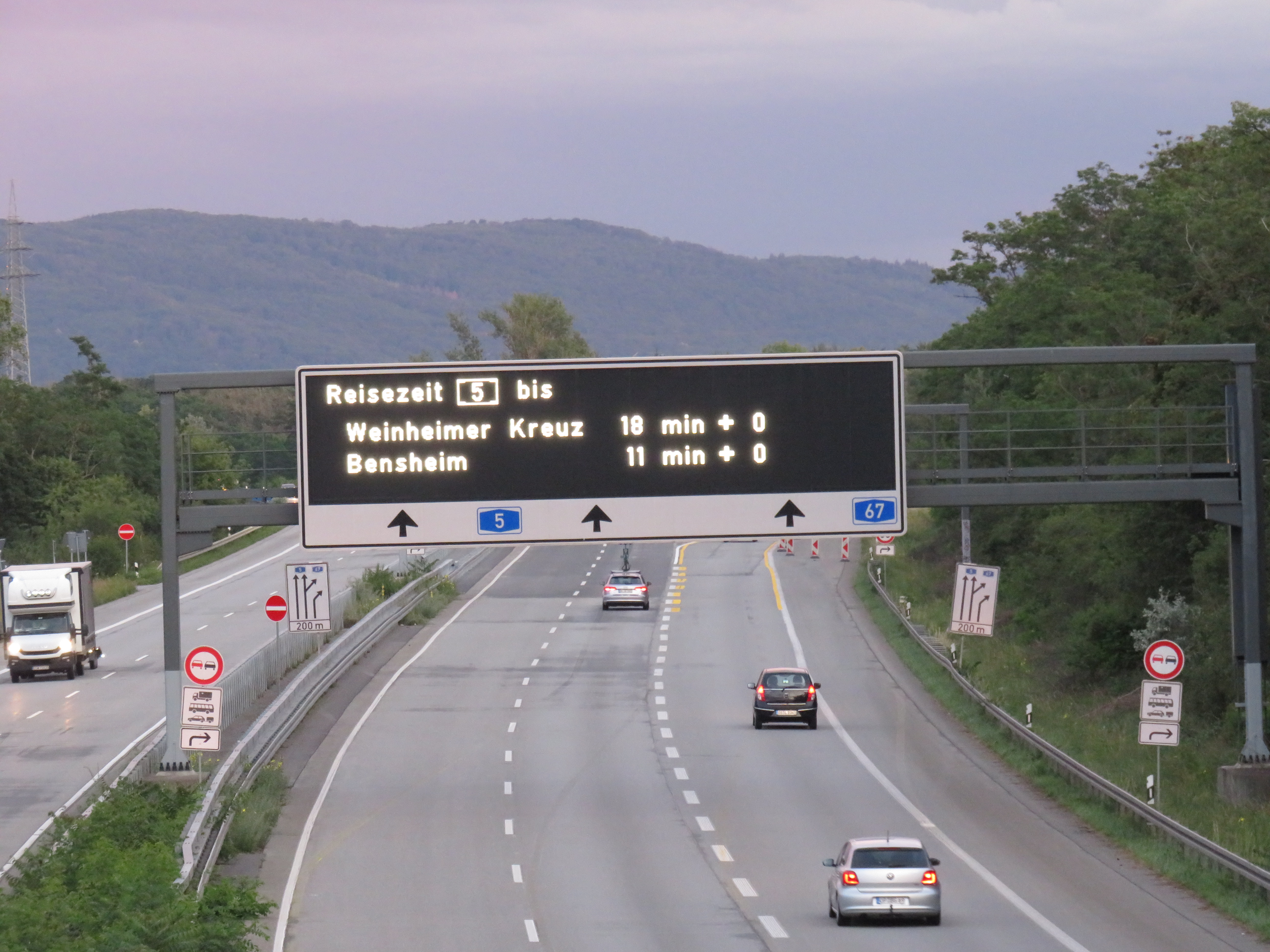
A 66 світлодіодний покажчик на розв'язці Дармштадт.